# Palais Mustapha Pacha
Palais Mustapha Pacha ou Dar Mustapha Pacha (en arabe :دار مصطفى باشا) est un palais algérois situé dans la basse Casbah sur la rue Lotophage anciennement nommée rue du 14-Juin du temps de la présence française en Algérie. Sa construction remonte probablement au XVIe siècle et aurait été initiée par le Raïs Arnaout Mami. Au XVIIIe siècle, le dey d’Alger Mustapha Pacha acheva son édification et en fit sa résidence principale. Actuellement, il abrite le musée national de l'enluminure, de la miniature et de la calligraphie d'Alger. Il est l’un des monuments constitutifs de l’ensemble des palais des Raïs.

## Histoire

### Période Deylicale
Le Palais Mustapha Pacha trouve ses origines au XVIe siècle, lorsque sa construction aurait été initiée par le Raïs Arnaout Mami. Ce n'est qu'entre 1798 et 1799 que le dey d'Alger, Mustapha Pacha, finalise son édification, élevant le palais sur les vestiges d'un ensemble de maisons appartenant à la communauté religieuse du Seboul Kherrat, et en faisant sa résidence principale.
Le Dey Mustapha-Pacha, qui résidait habituellement à la Jenina, s'y rendait uniquement le jeudi, après la prière de Dohr. Ses gardes, qui l'accompagnaient lors de son départ, venaient le récupérer le lendemain à midi.
Cette maison fut confisquée par le Dey Ahmed à son accession au pouvoir après Mustapha-Pacha.
Le palais accueillit de prestigieux visiteurs, parmi lesquels Ibrahim ben Mustapha-Pacha, qui y reçut le duc d’Orléans lors de son séjour.

### Période coloniale
Après la conquête française, le palais fut d'abord attribué aux autorités coloniales, devenant la résidence du Commandant de l’architecture civile ainsi que de plusieurs officiers. Il servit également de demeure au Consul américain et au duc d’Aumale. Il fut ensuite occupé par le général de Trobriant avant d’accueillir, en 1835, le pharmacien en chef de l'armée, puis en 1846, le secrétaire général du Gouvernement dans les douéras attenantes à Dar Mustapha-Pacha. En grande difficulté financière, les héritiers de l’ancien dey contractèrent en 1846 un emprunt de 170 000 francs à un taux de 15 %, hypothéquant leurs biens immobiliers en garantie. Faute de paiement des intérêts, ces propriétés furent saisies. Après un procès de huit ans, la maison de la rue de l’État-Major fut vendue pour 100 000 francs. Elle fut finalement acquise en 1850 et occupée par les Dames du Sacré-Cœur, avant de devenir plus tard le pensionnat Bizet.
En 1835 grâce à l'initiative du maréchal Clauzel, la bibliothèque d'Alger fut fondée, initialement situé un immeuble situé dans l'impasse du Soleil, en 1863 elle déménage vers l'ancienne résidence du dey Mustapha Pacha.
La maison fut classée monument historique en 1887.
Parmi les visiteurs illustres figurent  l'Empereur Napoléon III (9 mai 1865), le Président Loubet et la Reine Amélie (1903), Édouard VII (1905) et le duc d’Aoste (1932).

### Après l’indépendance
Le Palais Mustapha Pacha, premier monument de l’époque Deylicale restauré après l’indépendance, a connu une longue période de dégradation avant sa réhabilitation. À partir des années 1960, il fut occupé par une quarantaine de familles dont l’installation anarchique, combinée aux effets du temps, altéra profondément son architecture. L’ajout de nouvelles ouvertures, le passage de câbles électriques et de canalisations d’eau contribuèrent à effacer peu à peu son identité et sa magnificence d’origine, au point de le fragiliser et de le mener à un état de quasi-ruine. Conscientes de l’importance de ce patrimoine, les autorités algériennes engagèrent un vaste programme de restauration, confié à plusieurs bureaux spécialisés, parmi lesquels le bureau italien SCI MBM. Ce dernier entreprit une reconstitution minutieuse des plans d’origine et lança un travail de restauration approfondi, permettant de préserver et de redonner à l’édifice son éclat d’antan.

## Description
Classé monument historique, le palais se distingue par son architecture raffinée et son décor somptueux.
Édifié sous l’impulsion du Dey Mustapha Pacha, il adopte une structure carrée d’une superficie de 1 125 m2 et s’élève sur 16 mètres de hauteur.
Ses murs, épais de 80 centimètres, confèrent à l’édifice une robustesse remarquable, tandis que les étages sont séparés par une frise architecturale dont la fonction dépasse l’ornementation : elle permet de recueillir les eaux de pluie et de préserver ainsi les parois du palais.
L’ensemble est sublimé par plus de 500 000 carreaux de faïence anciens, véritables témoignages du savoir-faire artisanal de l’époque.
L’architecture du palais illustre un principe typique du style mauresque : une apparence extérieure sobre et discrète qui contraste avec la richesse et le raffinement de ses décors intérieurs.
Ce contraste se manifeste dès l’entrée, dissimulée dans un redan de la rue pour des raisons défensives. Surmontée d’un majestueux auvent en cèdre finement sculpté et soutenu par dix-huit chevrons, elle s’ouvre sur une imposante porte ornée de clous en bronze et d’une plaque de serrure ciselée d’arabesques. Un heurtoir, spécialement conçu pour les cavaliers, vient parfaire cet ouvrage d’une grande finesse.
En pénétrant dans le vestibule, deux banquettes d’émail attirent l’attention. L’une était destinée au mameluck chargé de la garde du palais, tandis que l’autre accueillait l’eunuque noir, responsable du contrôle des entrées. Une inscription en arabe, gravée en 1214 de l’Hégire (1799), célèbre la grandeur du lieu :
"Quel agréable et délicieux palais élevé par le pacha d'Alger, Mustapha. C'est l'asile de la félicité, de la gloire, de la puissance, de l'intelligence, de la splendeur, réunies au calme et à la placidité..."
Au-delà du vestibule se trouve la Squifa, un long salon où le maître des lieux recevait ses invités. Ses niches sont décorées de faïences raffinées, certaines provenant de Delft et signées Van Maak, tandis que d’autres, ornant l’extérieur, sont d’origine italienne.
La cour intérieure, entièrement pavée de marbre et agrémentée d’un jet d’eau, donne accès à plusieurs pièces aux portes finement sculptées. Un corridor, interdit aux femmes, mène à la douéra, espace privé où le souverain gérait ses affaires et se consacrait à ses plaisirs.
L’escalier, conçu pour le confort du Dey, comporte plusieurs retraites où il pouvait se reposer et se rafraîchir. Au premier étage, une galerie en bois sculpté surplombe la cour et mène à la chambre fraîche, destinée aux siestes estivales du maître. C’est dans cette pièce que l’on conserve une lettre autographe du Premier Consul Napoléon Bonaparte, adressée à Mustapha-Pacha.
L’ensemble des salles du palais est orné de faïences aux motifs traditionnels de bouquets d'œillets et de tulipes, conférant à chaque espace une touche d’élégance et de raffinement.
Sur la terrasse, un kiosque servait de lieu de réunion pour la famille du Dey. Un buste du Maréchal Clauzel, sculpté par Fulconis, y fut installé avant d’être relégué dans une salle basse, où il attend aujourd’hui une restauration.
Au rez-de-chaussée, une salle somptueuse était réservée à l’accueil des invités. Son décor mêlait tapis de soie, divans en brocart d’or et étagères chargées de vases et d’amulettes. À l’étage, un salon était spécialement aménagé pour les femmes du palais, vêtues de tenues éclatantes rehaussées de pierreries.

Henry Klein la décrit alors comme suit :
"Un chemin magnifique, que les Algérois ne connaissent pas ; s’y trouvent des palais datant de la période ottomane, qui jouissent d’une richesse ornementale à nul autre pareil, où dominent de la faïence décorée et de la boiserie ajourée ; à l’époque, ce palais fut la résidence du Commandant général de l‘architecture civile"